# Malcolm de Chazal
Malcolm de Chazal (Vacoas, 1902. szeptember 11. – 1981. október 1.) mauritiusi költő.
Mauritius szigetén letelepedett francia család sarja volt. Párizsban folytatott mérnöki tanulmányokat, majd a nemzeti telefontársaság alkalmazásába került, emellett gazdaságpolitikai tanulmányokat is publikált. Szépírói tehetségére az író, lapszerkesztő Jean Paulhan figyelt fel, s támogatta aforizmakötetének megjelenését. Chazal a Gallimard kiadóval került szerződésbe, ám miután kenyértörésre került köztük a sor, visszatért szülőhazájába, s felhagyott a szépírói tevékenységgel.
A szürrealizmus hatása alatt fogant költői töprengéseket, misztikus költeményeket írt, melyeknek jellemzői a meghökkentő asszociációk és gondolatfüzérek. Főbb munkái: Sens plastique (’Plasztikus érzék’, 1948); La vie filtrée (’Megszűrt élet’, 1949); Pétrusmok (1950-es évek).